# St. Veit (Freising)

St. Veit mit Loreto- (links) und Marienkapelle (rechts)

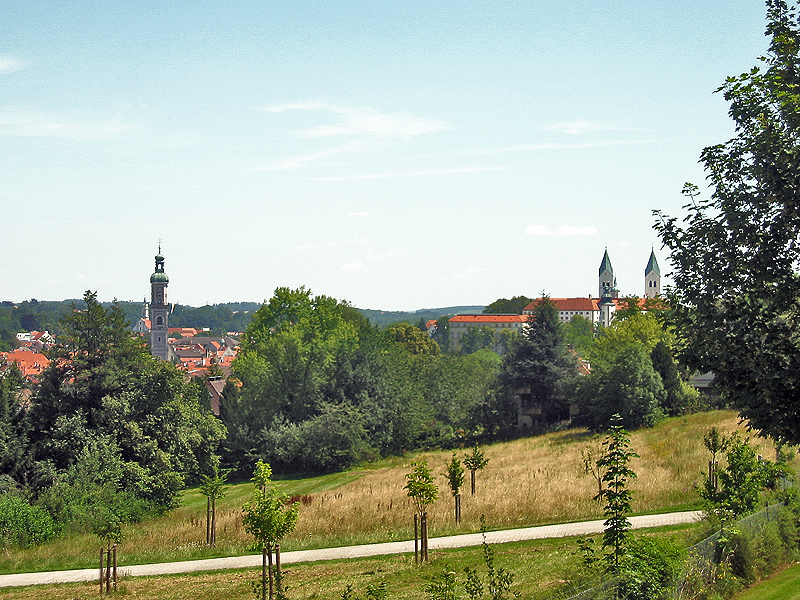
Blick vom „Weihenstephaner Berg“ auf Freising, 2007

St. Veit ist ein ehemaliges Säkularkanonikerstift und früheres Kloster der Benediktiner im Bistum Freising in Freising in Bayern.

## Geschichte
724 errichtete der heilige Korbinian, Gründer des Bistums Freising, auf einer Anhöhe (heute „Lindenkeller“) ganz im Osten des Weihenstephaner Berges – zwischen dem Domberg und dem auf dem „Weihenstephaner Berg“ gelegenen Kloster Weihenstephan seine erste Klosterzelle.
Um das Jahr 833 wurde hier durch den Freisinger Bischof Hitto von Freising ein Sankt Veit geweihtes Benediktinerkloster gegründet.
Um 1020 wandelte der Freisinger Bischof Egilbert von Moosburg das verwaiste Kloster in ein Säkularkanonikerstift mit Chorherren aus dem nahe gelegenen Kloster Weihenstephan um. Bis zur Säkularisation war St. Veit eine der drei Freisinger Pfarreien (Kirche außerhalb der Stadt gelegen – westlich des Veitstores), neben St. Andreas auf dem Domberg und St. Georg mitten in der Stadt.
Die Stiftskirche St. Veit war eine dreischiffige romanische Kirche, im 17. Jahrhundert barockisiert, 1765 schließlich Hauptaltar mit Gemälde von Johann Baptist Deyrer (verschwunden).
Der Dekan Michael Grasser vertrat 1564 alle bayerischen Kollegiatstifte auf der Provinzialsynode in Salzburg. In St. Veit wurde auch der Komponist und Freisinger Hofkapellmeister Placidus von Camerloher 1748 Kanonikus.
Im Zuge der Säkularisation in Bayern wurde 1802 auch St. Veit aufgelöst; Kirche und die drei Kapellen wurden geschlossen, sämtliche Gebäude 1803 abgebrochen, die Pfarrei in die Pfarrei St. Georg eingegliedert.
1825 wurde hier die noch heute existierende Gastwirtschaft „Lindenkeller“ errichtet. Westlich davon befindet sich neben dem Fußweg nach Weihenstephan noch ein historischer Grenzstein (Hochstift Freising: Kurfürstentum Bayern).

### Reihe der Pröpste
Quelle
- Arnold, 1062, 1092
- Heinrich, 1129
- Burchard, 1143
- Hartmod, 1156
- Rahewin, 1158, 1169
- Conrad Felixpuer, 1177, 1198
- Eberhard, 1207
- Heinrich, 1212, 1217
- Ortwin, 1217, 1225
- Udalschalk von Greifenberg, 1228, 1237
- Peter, 1245, 1256
- Heinrich von Hundpiß, 1259, 1276
- Eberhard Koellner, 1276, 1296
- Heinrich Freiherr von Weilheim, 1300, 1313
- Conrad von Tor, 1315
- Eberhard von Pullenhausen, 1315, 1320
- Conrad von Tor (2. Amtszeit), 1324, † 1338
- Ulrich von Massenhausen, 1339, 1352
- Albert von Sigenheim, † 1352
- Ludwig von Pienzenau, 1353, † 1361
- Albert von Sichenhausen, 1365
- Peter von Fraunberg, 1379, 1380
- Georg von Fraunberg, 1380
- Nicolaus Menzinger, 1381, † 1400
- Heinrich Judmann, 1400, † 1426
- Johann Tulbeck, 1428–1453
- Burkard von Freyberg, 1453–1479
- Heinrich von Schmiechen, 1480–1483
- Marcus Hörnlein, 1483–1491
- Andreas Zirnberger, 1491–1507
- Vitus Meller, 1508–1517
- Jakob Meller, 1517–1536
- Leo Loesch, 1538–1552
- Georg Stengel, 1552
- Hieronymus Busilidius, resignierte 1558
- Kardinal Otto von Augsburg, 1558–1568
- Cornelius Honlang von Rosental, 1568–1571
- Christian Keller, 1571–1607
- Christoph von Rehlingen, 1607–1632
- Johann Georg von Rehlingen, 1632–1665
- Paris Julius von Salm, 1665–1678
- Andreas Lenzer, 1679–1698
- Max von Freyberg, 1699–1733
- Josef Alois Freiherr von Edelweck, 1737–1770
- Josef D. Graf von Taufkirchen, 1770
- Franz Korbinian Graf von Koenigsfeld, 1770–1772
- Anton Graf von Breuner, 1772–1779
- Josef Carl Graf von Lerchenfeld, 1779–1802